# Борисейко, Дмитрий Васильевич
Дмитрий Васильевич Борисейко (25 января 1979 года) — белорусский футболист, нападающий.

## Биография
Воспитанник гродненского футбола. Большую часть своей карьеры провел в «Немане», в составе которого становился призёром чемпионата страны. С 1994 по 1997 год вызывался в расположение юношеских сборных Беларуси. В 2004 году вместе со своим партнером по команде Алексеем Денисеней заключил контракт с российским клубом Первого дивизиона «Газовик-Газпром». Однако за него Борисейко провел только один матч. Вскоре он завершил карьеру.
На данный момент Дмитрий Борисейко входит в тренерский штаб «Немана» и параллельно занимает должность начальника команды.

## Достижения
- Серебряный призёр чемпионата Беларуси: 2002